# 덴슈니

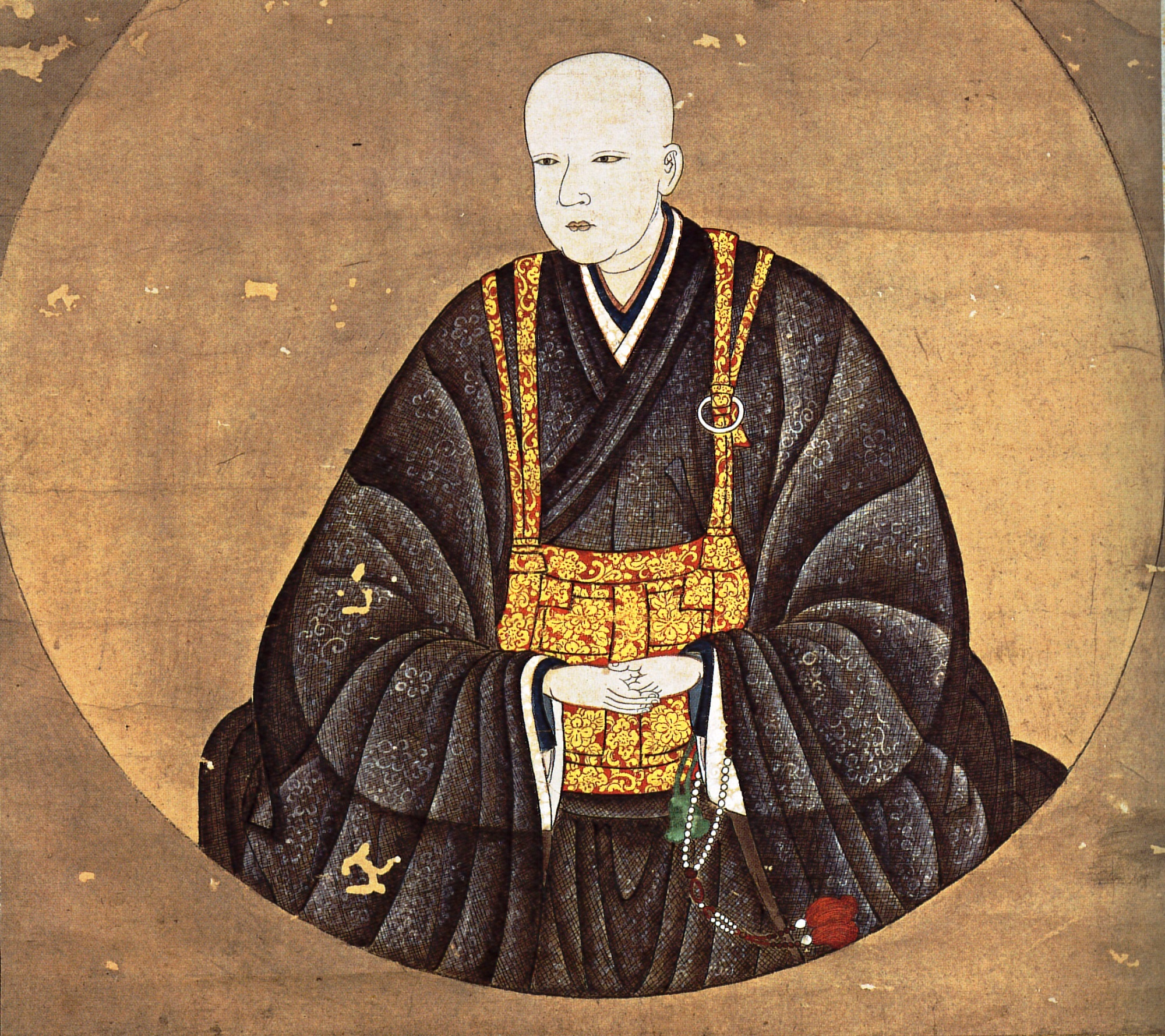
덴슈니

덴슈니/나아히메(天秀尼/奈阿姫, 1609년 ~ 1645년)는 에도 시대의 도요토미 가문의 일원으로, 도요토미 히데요리의 서녀이다.
1615년 오사카 전투 때 비구니로 변장하여 목숨을 건졌다. 이후 그는 적모이자 당고모인 센히메가 양녀로 거두어 키웠다. 그러나 1645년 36세의 나이에 사망한다. 이로써 도요토미 히데요시의 직계는 단절된다.